# Larve (masque)
Pour les articles homonymes, voir Larve (homonymie).
Le larve (du latin : larva fantôme, masque de fantôme) ou le scheme (du vieux haut allemand scema, "masque en bois") désigne en Autriche, en Suisse alémanique, dans le sud de l'Allemagne et dans la région de la Haute-Lusace un masque souvent fabriqué en bois ou en papier contrecollé, qui est porté pour le fastnacht.
En études théâtrales, le terme de larve peut désigner également le masque porté sur le visage par un acteur, par exemple le Ō-beshimi utilisé dans le théâtre japonais Nō pour représenter le tengu (大癋見).
En allemand, le terme "démasquer" (entlarvens) vient du larve.

## Signification
En allemand, au sens figuré, le mot "larve" désigne la dissimulation d'un homme qui veut cacher ses mauvais desseins ; d'où l'expression : "démasquer" un criminel. En revanche, "masque" est utilisé pour toute sorte de dissimulation, y compris celle qui vise à cacher de bonnes intentions : « Maintenant vous montrez votre vrai visage, jusqu'à présent ce n'était que le masque » ("Jetzt zeigt ihr euer wahres Gesicht, bis jetzt war’s nur die Larve")
Mais avant Friedrich Schiller, le mot larve apparaissait déjà dans l'Universal-Lexicon Aller Wissenschafften und Künste avec l'explication "une couverture ou un faux visage, avec lequel le visage est déformé".
De plus, le terme larve désigne un stade de développement des insectes et des amphibiens. Les masques funéraires sont également appelés des larves, qui sont censées reproduire les traits réels du défunt,.

## Lelarved'artiste bâlois

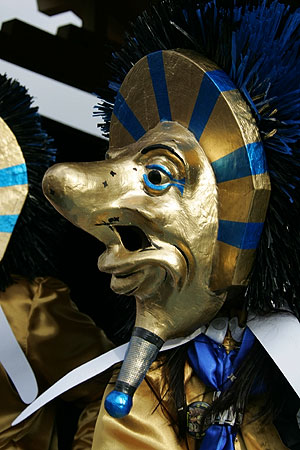
Waggis lors du carnaval de Bâle de 2005
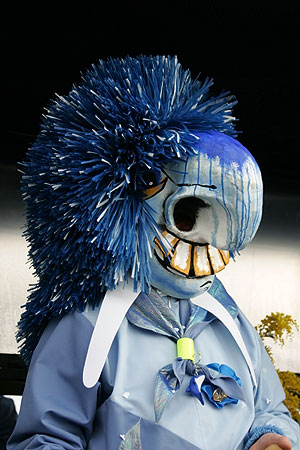
Waggis lors du carnaval de Bâle de 2005
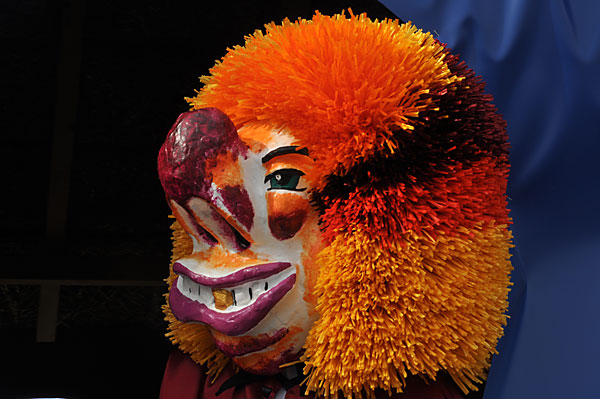
Waggis lors du carnaval de Bâle de 2011
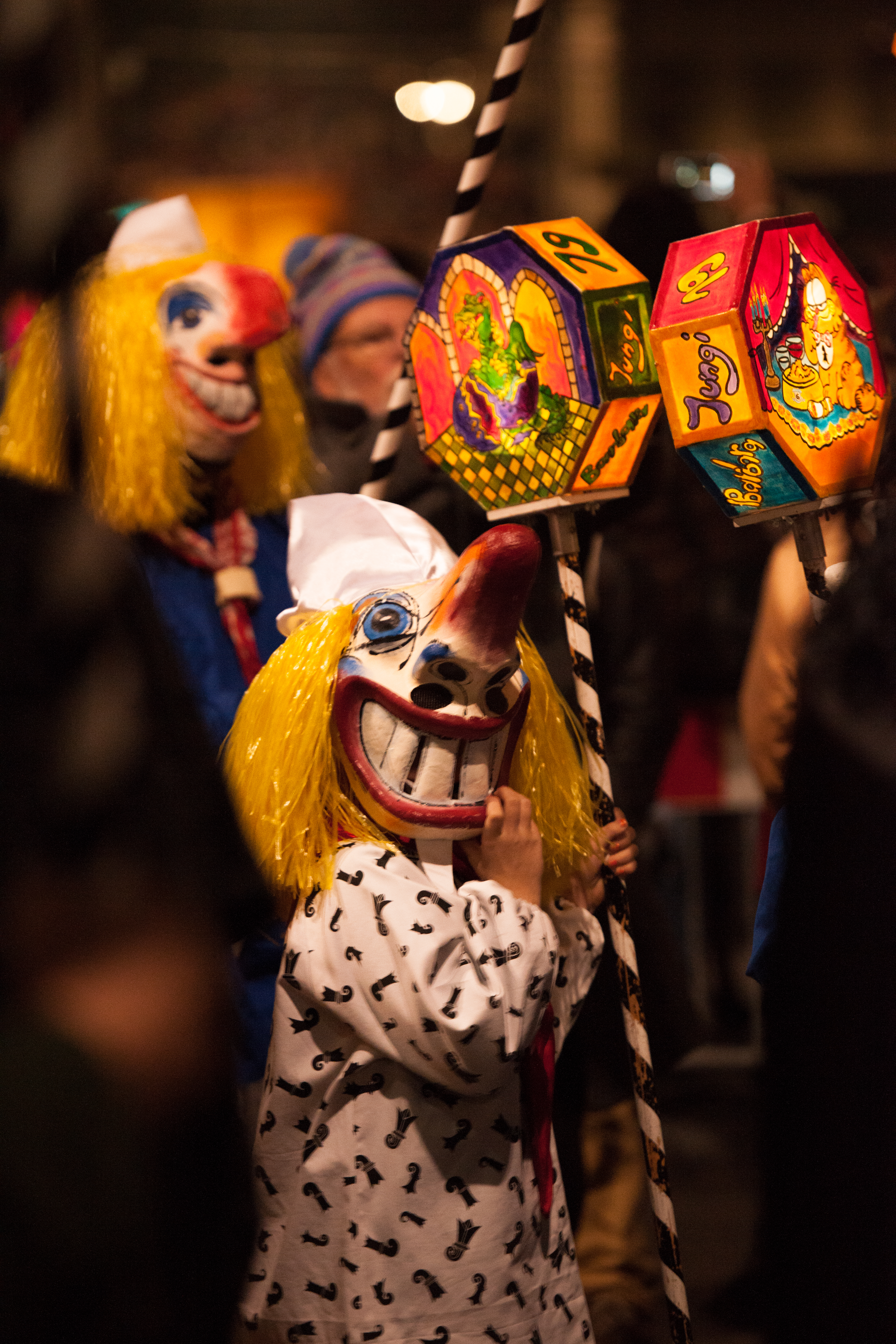
2014

Le larve d'artiste bâlois (Basler Künstlerlarve (de)) a suivi son propre chemin au sein de l'espace linguistique alémanique. Jusqu'au début du XXe siècle, il était utilisé de manière similaire ou identique aux coutumes du carnaval de la région. C'est alors que le premier larve d'artiste est né, un peu par hasard et par nécessité. S'il est devenu une tradition unique en son genre, c'est notamment parce qu'il existait à Bâle une forte concentration d'artistes plasticiens. Ceux-ci ont participé activement au développement du larve de carnaval bâlois et ont exercé une forte influence sur celui-ci.
Contrairement à ce qui se passe dans le sud de l'Allemagne, le larve du carnaval de Bâle n'est pas aujourd'hui un simple déguisement récurrent, mais sert de manière déterminante à la représentation de la satire et du persiflage (de) de la vie politique et sociale - un sujet central du carnaval de Bâle. À l'origine, seuls quelques personnages étaient établis - on trouvait notamment Pierrot et Arlequin, issus de la commedia dell'arte, ainsi que le Blätzlibajass, ancré dans la région, et les personnages spécifiques à Bâle Altfrank, Ueli, Dummpeter, Stänzler, les Alti Dante et le Waggis. Sous l'influence de médias tels que le cinéma, la télévision, la bande dessinée et la littérature fantastique, le répertoire s'est largement diversifié après la Seconde Guerre mondiale.
À Bâle, le larve est devenu un produit artisanal très apprécié, fabriqué chaque année spécialement pour une seule fois.

## Fabrication d'unlarvede Rottweil

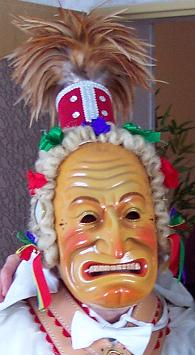
Biss
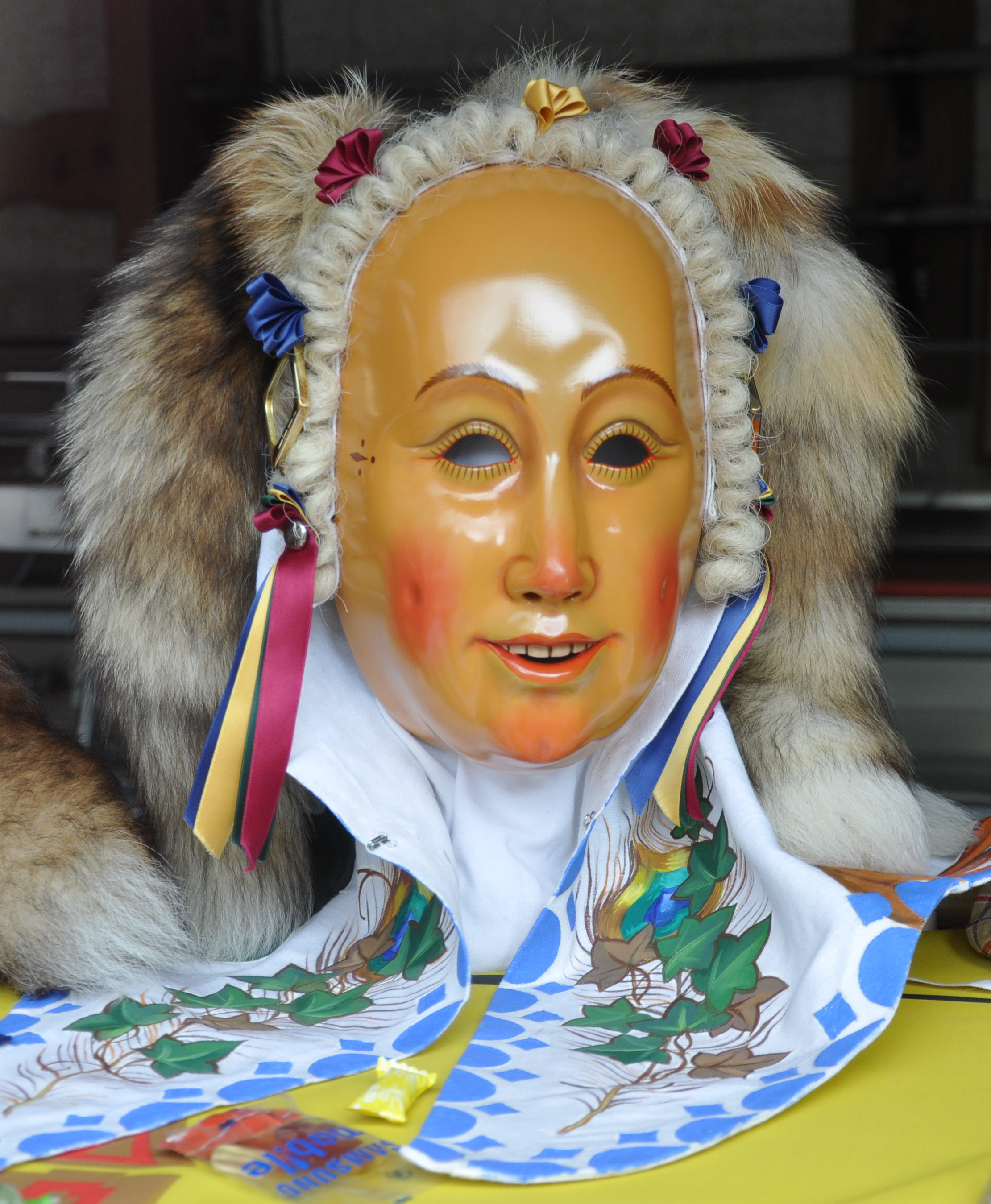
Gschell

À Rottweil, lors du carnaval local (de), les larves sont sculptées dans du bois de tilleul (de) puis peintes (mise en couleur (de)). Le peintre-doreur (de) sur bois donne à la sculpture ou au larve sa véritable apparence et détermine ainsi son caractère. Aujourd'hui, il n'y a plus que quelques peintres-doreurs qui maîtrisent les techniques anciennes, comme la réalisation d'un fond de craie (de) à base de colle de peau, l'application d'un fond de caséine ou la réalisation d'une peinture à la tempera à l'œuf (de). Ici aussi, les techniques modernes ont fait leur apparition avec des peintures et des supports préfabriqués. Les "nouvelles" peintures ont toutefois l'inconvénient d'être très courtes dans leur durée d'application et ne permettent donc pas de transitions fluides.
Le plus important lors du "sertissage" est le support ou la surface du larve à travailler. Les masques sont généralement fournis par le sculpteur, mais ils doivent ensuite être poncés et enduits de colle pour les isoler. Après un nouveau ponçage, on applique une base de craie composée de craie de Champagne, de craie de Chine et de colle de lapin, à laquelle on ajoute, selon le type, des pigments de couleur. Après le séchage, le fond est à nouveau poncé. Ce processus est répété jusqu'à ce que le fond de craie forme une surface propre, absorbante et de bonne qualité sur toute sa longueur.
Après la couche de fond, on applique une peinture à base de poli jaune français (argile), de blanc d'œuf et de colle de lièvre. Après le séchage, on ponce à nouveau finement jusqu'à ce qu'il y ait une couche continue de peinture. Les éventuelles irrégularités sont égalisées à l'aide d'un chiffon de lin humide. Ensuite, on "frotte" la surface et on la travaille avec une brosse à polir. Cette application est scellée par une fine couche de gomme-laque.
Les couleurs à l'huile (de) sont ensuite mélangées à du vernis à l'huile de lin, ce qui permet de créer la teinte de base du larve. Les joues et les fossettes représentent un défi et ne doivent pas être trop dominantes. Un outil indispensable à cet effet est le "chasse-blaireau", un pinceau spécialement conçu pour ce type de travail. Il permet d'utiliser la technique alla prima, qui permet d'obtenir des transitions douces. On peut aussi utiliser la technique du glacis, qui consiste à appliquer une nouvelle couche en glacis après chaque séchage. L'inconvénient est qu'il faut inclure les phases de séchage et que les transitions ne sont pas aussi douces. Pour finir, il convient de peindre le signe de la peinture sur tonneau. Lorsque la peinture à l'huile est sèche (environ 14 jours plus tard), le larve est encore recouvert d'une couche de protection (généralement de la cire à cacheter).